# Cicumba
El rey o cacique Cicumba del pueblo Tolupán de Ticamaya, opuso una fuerte resistencia a las fuerzas españolas, luchó principalmente contra las fuerzas de Pedro de Alvarado en 1536, sin embargo algunas crónicas relatan que su resistencia contra la conquista se remontan desde hace varios años atrás, desde la llegada de Cristóbal de Olid enviado por Hernán Cortes.

## Historia
Nace en el norte de Honduras, supuestamente en las cercanías de laguna de Ticamaya donde había un asentamiento de nativos Tolupanes. Pedro de Alvarado luchó junto a 80 españoles y 300 indígenas en la zona del río Ulúa y el valle de Sula, se cree se enfrentaron donde hoy se encuentra Cerro Palenque uno de los tantos sitios arqueológicos de la actual Honduras. Durante su campaña para resistir las fuerzas de los conquistadores españoles recibió el apoyo del ex marino español convertido por convicción en jefe maya, Gonzalo Guerrero cuando este se enfrentaba a las tropas del capitán Lorenzo de Godoy en el valle para ayudarle con cincuenta canoas. Sin embargo, éste moriría el mismo año en el valle inferior del Río Ulúa, donde hoy se encuentran las ciudades de San Pedro Sula y Puerto Cortés. Con el paso de los meses la resistencia tolupana empezó a perder fuerza, sumado a la falta de recursos, la pérdida de un buen aliado como lo fue Guerrero, y las enfermedades dieron la derrota de la resistencia tolupana. Varios hombres importantes y el rey Cicumba fueron llevados como prisioneros, tras ser encarcelados fueron dejados a morir de inanición encarcelados.